# Francesco Caria
Francesco Caria detto Tremendo (San Gavino Monreale, 17 maggio 1988) è un fantino italiano.
Ha vinto il Palio dei Rioni di Castiglion Fiorentino nel 2009, il Palio di Ferrara nel 2011, nel 2018, nel 2022, nel 2023, nel 2024 e nel 2025, il Palio di Fucecchio nel 2024, il Palio di Acquapendente nel 2012 ed il Palio di Piancastagnaio nel 2017.

## Palio di Siena
Tremendo ha disputato 12 volte il Palio di Siena senza mai riuscire a vincere.

### Presenze al Palio di Siena
| Palio          | Contrada   | Cavallo          | Note   |
| -------------- | ---------- | ---------------- | ------ |
| 16 agosto 2009 | Torre      | Guschione        |        |
| 2 luglio 2010  | Istrice    | Elfo di Montalbo |        |
| 16 agosto 2010 | Nicchio    | Mocambo          |        |
| 16 agosto 2011 | Torre      | Guess            | scosso |
| 16 agosto 2013 | Oca        | Osvaldo          |        |
| 2 luglio 2014  | Bruco      | Ondina Prima     |        |
| 16 agosto 2014 | Aquila     | Lo Specialista   |        |
| 2 luglio 2015  | Oca        | Oppio            | scosso |
| 2 luglio 2016  | Aquila     | Renalzos         |        |
| 16 agosto 2018 | Giraffa    | Queen Winner     |        |
| 16 agosto 2019 | Chiocciola | Una per tutti    |        |
| 3 luglio 2025  | Pantera    | Arestetulesu     |        |

## Altri Palii

### Palio di Asti
| Palio | Rione, Borgo, Comune           | Cavallo           | Piazzamento e premio  | Note   |
| ----- | ------------------------------ | ----------------- | --------------------- | ------ |
| 2009  | Comune di Montechiaro          | Brianza           | Eliminato in batteria |        |
| 2011  | Comune di Castell'Alfero       | Giambi            | 3° (gli speroni)      |        |
| 2012  | Comune di San Damiano          | Oceano blu        | Eliminato in batteria |        |
| 2013  | Comune di San Damiano          |                   | 7°                    |        |
| 2014  | Comune di San Damiano          |                   | Eliminato in batteria |        |
| 2016  | Borgo San Pietro               | Nocciolo          | Eliminato in batteria |        |
| 2017  | Rione San Martino San Rocco    | Preziosa Penelope | 2° (Borsa di monete)  |        |
| 2018  | Rione San Martino San Rocco    | Preziosa Penelope | Eliminato in batteria | scosso |
| 2022  | Borgo Tanaro Trincere Torrazzo | Arsenicolupen     | Eliminato in batteria |        |
| 2024  | Comune di Castell'Alfero       | Zodiaca           | 7° (l'acciuga)        | scosso |

### Vittorie
- Palio di Castiglion Fiorentino: 1 vittoria (2009)
- Palio di Ferrara: 6 vittorie (2011, 2018, 2022, 2023, 2024 e 2025)
- Palio di Acquapendente: 1 vittoria (2012)
- Palio di Piancastagnaio: 1 vittoria (2017)
- Palio di Fonni: 1 vittoria (2022)
- Palio di Fucecchio: 1 vittoria (2024)